# Goi (cognome)
Goi è un cognome di lingua italiana.

## Varianti
Il cognome non presenta varianti.

## Origine e diffusione
Il cognome è tipico di Gemona del Friuli nell'udinese e Casalmaggiore nel cremonese
Potrebbe derivare da un soprannome legato al termine goi, "tratto di torrente molto profondo e scavato".
In Italia conta circa 533 presenze.

## Persone
- Riccardo Goi (1992) – pallavolista italiano
- Tommaso Goi (1990) – hockeista su ghiaccio italiano
- Veronika Goi (1980) – scacchista italiana, campionessa italiana nel 1997